# 玉山古西河
玉山古西河也作琼乌散库什河、乌宗图什河、玉山湖溪河、基奇乌津古什河，中亚地区的一条跨境河流，发源于吉尔吉斯斯坦纳伦州阿特巴什区东部的天山南脉北坡冰川区一山谷冰川末端，由南向北流14千米后转东流，约40千米右纳中吉界河昌秋耶库衣鲁克河后成为中吉两个界河，继续向东约21千米左纳穷乌金格乌什河后进入中国新疆维吾尔自治区阿合奇县境内，继续向东流约5千米后折向东南流，最后于阿合奇县库兰萨日克乡玉山古西村以西汇入托什干河。河流全长150千米，流域面积3464平方千米。